# ماثيو سوليفان
ماثيو سوليفان (بالإنجليزية: Matthew Sullivan)‏ هو مهندس معماري أمريكي، ولد في 1868 في بوسطن في الولايات المتحدة، وتوفي في 1948 في كانتون في الولايات المتحدة.